# Mystus abbreviatus
Mystus abbreviatus és una espècie de peix de la família dels bàgrids i de l'ordre dels siluriformes que es troba a Indonèsia.